# Kastell Miltenberg-Altstadt

Die Lage des Kastells am nördlichen Scheitelpunkt des Vorderen Limes

Das Kastell Miltenberg-Altstadt war ein römisches Kohortenkastell des Prinzipats, dessen Besatzung für Sicherungs- und Überwachungsaufgaben am südlichen Ende des Mainlimes und am nördlichen Beginn des „Vorderen Limes“, einem Abschnitt des UNESCO-Welterbes „Obergermanisch-Raetischer Limes“ (ORL), übernahm. Die in der römischen Provinz Germania superior gelegene Garnison befindet sich heute auf dem Gebiet der Kreisstadt Miltenberg in Bayern.

## Lage
Das in großen Teilen unüberbaut gebliebene Kastell liegt in der Flur „Altstat“, heute „In der Altstadt“ rund zwei Kilometer nordwestlich des heutigen mittelalterlichen Stadtkerns von Miltenberg und nordwestlich der dort in den Main austretenden Mud, die hier auch Mudbach heißt. Das Überschwemmungsgebiet des an dieser Stelle von Südosten nach Nordwesten strömenden Mains grenzt nahe vor die zum Fluss orientierte Prätorialfront der Garnison. Während der Antike bildete sowohl die Mud als auch der heute unmittelbar vor der ehemaligen nordwestlichen Kastellumwehrung nach Nordosten abfließende Springbornbach sumpfige Mündungsbereiche. Den Springbornbach nutzten die Soldaten für die Wasserversorgung ihren Truppenstandort. Durch die gesamte Retentura, dem Hinterlager, zieht sich heute in nordwestliche Richtung eine Bahntrasse. Der Flurname „In der Altstadt“ bezieht sich auf die später wüst gewordene mittelalterliche Siedlung „Wallhausen“, die sich auf dem Areal des römischen Kastells ansiedelte, und mit ihrem Namen offenbar noch Bezug auf die Wälle der einstigen römischen Garnison nahm. Bis heute lässt sich das Kastellgelände als deutliche Geländeerhebung erkennen. An der prätorialen Mainfront liegen die Fundamente der antiken Umfassungsmauer unter der heutigen noch erhaltenen mittelalterlichen Mauer. Die als Altstadtweg benannte Straße, betritt das Kastellgelände immer noch genau an der Stelle, an der sich einst die Porta principalis dextra, das Südosttor, erhob.

## Forschungsgeschichte
Der Miltenberger Ratsschultheiß und Chronist Michael Josef Wirth (1775–1864) fand 1827 zwei römische Altarfragmente im Bereich des Kastells, dessen Existenz damals noch unbekannt war. Die Fragmente, in denen die Kohorte Cohors Sequanorum et Rauracorum equitata genannt wird, sind verloren gegangen. Bei Grabungen, die Philipp Joseph Madler (1799–1884), Fürstlich Leiningenscher Forstmeister und Geschichtsschreiber, in den 1830er Jahren in dem Bereich vornahm, wurden weitere Inschriften gefunden, die ebenfalls verloren gegangen sind. Madler erkannte die damals noch auf freiem Feld gelegene Fundstelle schließlich als römisches Kastell und publizierte seine Erkenntnisse 1842. Beim Eisenbahnbau wurde 1875 der südwestliche Teil des Kastells durchschnitten und 1878 das Kastellbad angeschnitten, wobei einige Funde durch den 1873 nach Miltenberg versetzten und für den Bahnbau mitverantwortlichen Betriebsingenieur Max Scherer († 1898), der auch einen Grundrissplan des Bades anfertigte, geborgen wurden. Weitere Grabungen unternahm zwischen 1878 und 1892 der Archäologiepionier Wilhelm Conrady (1829–1903), Streckenkommissar der Reichs-Limeskommission, der auch Scherers Funde analysierte. Das Kastellinnere blieb seinerzeit allerdings weitgehend unerforscht, da dort ein Weingarten mit seiner Rebenbepflanzung jede weitere Untersuchung unmöglich machte.
Neuere Untersuchungen, finanziert durch die Deutsche Forschungsgemeinschaft erfolgten unter der Leitung des Prähistorikers Bernhard Beckmann (1925–2011) in einzelnen Grabungskampagnen von 1970 bis 1976. Mit Unterstützung des Bayerischen Landesamtes für Denkmalpflege konnte der Archäologe sowohl vor als auch zwischen den Kampagnen ergänzende Untersuchungen durchführen. Neben dem Landesamt trug auch die Stadt Miltenberg nach Abschluss dieses Forschungsprojektes weitere kleinere archäologische Ausgrabungen in Miltenberg-Altstadt und Umgebung. Zu diesen Grabungen gehörten auch die Arbeiten des Prähistorikers Ludwig Wamser, der von 1988 bis 1990 im Altstadtkastell arbeitete. Heute sind an der Porta principalis sinistra, an der Stelle der Porta principalis dextra und am Standort des Bades Informationstafeln aufgestellt worden. Die in vielen Bereichen noch unter landwirtschaftlich genutzten Flächen bezeugten Fundamente der römischen Garnison ist nur in den Bereichen der Praetentura, dem Vorderlager modern gestört. Alle anderen späteren Veränderungen entstanden durch die mittelalterliche Überbauung. Das Militärbad, das sich nur wenige Meter südöstlich des Kastells befand, ist ebenfalls im Gelände erhalten geblieben. Ein zugehöriger Vicus ist nachgewiesen, aber ebenfalls oberirdisch nicht sichtbar.

## Baugeschichte
Mit der nach Osten geschobenen Vorverlegung des Grenzverlaufs auf den „Vorderen Limes“ während der Regierungszeit des Kaisers Antoninus Pius (138–161) und der archäologisch gesicherten Datierung um 159/160 n. Chr. entstand auch das Kastell Miltenberg-Altstadt. Der von langer Hand geplante Garnisonswechsel in die neuen Kastelle war eine organisatorische Meisterleistung, da hiervon letztendlich alle Militärstandorte entlang des Neckar-Odenwald-Limes betroffen waren. Für den Warentransport und das Baumaterial wurde vermutlich am nahen Main eine Schiffsanlegestelle errichtet. Neben den präzisen dendrochronologischen Daten und einigen wichtigen Inschriften zur allgemeinen zeitlichen Verortung des Vorderen Limes, können in Miltenberg-Altstadt als terminus post quem bisher lediglich Sigillaten aus Rheinzabern geltend gemacht werden, deren Produktion etwa um 130–140 n. Chr. begann. Die besondere strategische Lage, welche die Römer diesem Grenzbereich zukommen ließen, betont die gleichzeitige Anlage von zwei Kastellen in unmittelbarer Nähe und am selben Mainufer. Das Altstadtkastell ist mit seinem Pendant, dem Kastell Miltenberg-Ost, der südlichste Militärstandort am sogenannten „Nassen Limes“, und zugleich das nördlichste Kastell des „Vorderen Limes“. Am Altstadtkastell begann zudem die Militär- und Handelsstraße aus dem Maintal zum Rhein und zum Neckar.

### Periode 1
Mit der Gründung um 159/160 n. Chr. entstand zunächst ein Lager in Holz-Erde-Bauweise. Damit wurde Miltenberg-Altstadt etwa zeitgleich mit dem Kastell Miltenberg-Ost gegründet, das nur rund 2300 Meter südöstlich lag.
Nachdem bereits in den 1970er Jahren der Nachweis einer ersten Bauperiode für die Tortürme und des Fahnenheiligtums gelungen war, konnte diese Erkenntnis in den Jahren 1988/1989 auch für die Umfassungsmauer geltend gemacht werden. Die Holz-Erde-Mauer wurde rund einen Meter hinter der Steinmauer aufgedeckt. Die Ausgräber stellten dabei einen rund zwei Meter breiten Fundamentgraben fest, der kastenförmig knapp einen Meter eingetieft war und parallel zu der jüngeren Umwehrung verlief. An den längsverlaufenden Rändern des Kastenboden wurden beiderseits in regelmäßigen Abständen von 3,20 Metern größere Pfostengruben gesichert. Zwischen diesen waren kleine Gräben zu erkennen, in denen einst in geringen Abständen aufrecht stehende Hölzer eingelassen waren. Alles zusammen ergab eine Holzkastenbauweise der aufgehenden Wehrmauer, die mit Erde angefüllt wurde. Vermutlich wurde der Kasten von einem geböschten Rasensodenwall auf der Innen- und Außenseite gestützt. Das frühe Lager besaß eine sehr breite Berme mit wohl nur einen Spitzgraben, der mit einer verkleinerten Berme auch noch nach dem Ausbau des Steinkastells bestand. Bei den Grabungen kam eine emailverzierte Plattenfibel mit Backenscharnier aus der untersten Schicht der Gründungsphase zu Tage, die Beckmann vorsichtig der Mitte der ersten Hälfte des 2. Jahrhunderts zuordnete.

### Periode 2
Der Ausbau des Kastells in Stein kann aufgrund fehlender Inschriften zeitlich nicht genauer festgelegt werden. Aus dem Ost-Kastell ist jedoch eine Bauinschrift in Teilen erhalten geblieben. Die Inschrift bezeugt, dass dieses Steinkastell während der Regentschaft des Kaisers Septimius Severus (193–211) erbaut wurde. Genannt wird auch dessen Sohn und Nachfolger Caracalla. Die noch vorhandenen Angaben lassen es zu, den Text in die Jahre von 198 und 209 n. Chr. zu datieren, als die beiden gemeinsam regierten. Möglicherweise fällt damit auch der Steinausbau von Miltenberg-Altstadt in den gleichen Zeitraum. Für den Bau der steinernen Umfassungsmauer kann festgehalten werden, dass der dahinter liegende ältere Holz-Erde-Wall offenbar mit dem fortschreitenden Neubau Schritt für Schritt niedergelegt wurde und unter dem neuen Erddamm, der im Kastellinneren hinter der Steinmauer angelegt wurde, verschwand. So blieb die Garnison auch während des Umbaus nie vollständig ungeschützt. Diese Art des Umbaus ist auch von anderen Kastellplätzen bekannt.

### Umwehrung

Das Kastell Miltenberg-Altstadt mit den bis 1989 erzielten Grabungsergebnissen durch Max Scherer, der Reichs-Limeskommission und durch Bernhard Beckmann

Das Kastell besaß eine fast quadratische Form mit abgerundeten Ecken und maß 170,25 × 160,10 Meter (= 2,72 Hektar). Die Verkleidung des zweischaligen Mauerwerks der Umwehrung bestand aus sauber bearbeiteten Quadern aus rotem Sandstein. Seine Prätorialfront war nach Nordosten gegen den Main ausgerichtet. Die Außenmauern der Garnison hatten nach Beckmann vier Tore und insgesamt 22 Türme, davon acht Tortürme, vier Ecktürme und acht nachweisbare Zwischentürme. An der Nordwestflanke und der Südostflanke mutmaßte Beckmann noch zwei weitere Zwischentürme im Bereich der Retentura. Außen, vor der Umwehrung waren als Annäherungshindernis zwei Spitzgräben ausgehoben worden, im Inneren, hinter dem Wehrgang, umlief die Via sagularis, die Lagerringstraße das gesamte Kastellareal.

### Innenbebauung
Die vier Lagerhauptstraßen gingen von den Toren auf das zentrale Stabsgebäude (Principia) zu. Das Gelände innerhalb der Mauern war vollständig bebaut. Das Wohnhaus des Kommandanten und das Doppelhorreum (Getreidespeicher) mit seinem massiven Unterbau waren vollständig in Stein ausgeführt, Mannschaftsbaracken, Schuppen und Ställe in Fachwerk. Die Principia, hatten eine Gesamtlänge von 59,50 Metern und eine Breite von 39,50 Metern. Mit Ausnahme der 13,50 Meter breiten Vorhalle, die sich nach Nordosten in Holzbauweise anschloss, waren alle Bauteile in Stein ausgeführt. Nicht geklärt werden konnte durch die Grabungen, ob sich in dem Kastell neben den Unterkünften für die Cohors Sequanorum et Rauracorum equitata auch solche für die aus Inschriften ebenfalls bekannten Exploratores Triputienses befunden haben.

## Kastellbad
Das in Stein ausgebaute Bad gehörte zu dem bekannten Reihenbadtypus. Als einziger Bereich des Bades war der Auskleidebereich, das Apodyterium, in Fachwerkbauweise an die Nordostseite angebaut worden. Die Anlage wurde 1878 rund 50 Meter südöstlich der Porta principalis dextra beim Bau des Eisenbahndammes 1878 angeschnitten und erstmals durch Scherer freigelegt. Der heutige von dieser Torstelle am Bad vorbeiführende Altstadtweg, folgt ungefähr dem Verlauf der antiken Straßentrasse.

## Nachrömische Nutzung
Mit dem sogenannten Limesfall um 260 n. Chr. gaben die Römer das Kastell auf. Eine Weiternutzung des Kastells, bis um 400 n. Chr. durch germanische Siedler, lässt sich archäologisch belegen. Im Hochmittelalter wurde das Areal des Kastells neu besiedelt, der urkundlich genannte Ort Waleshusen (Wallhausen) jedoch schon im 13. Jahrhundert wieder zur Wüstung. Inzwischen war jedoch um 1200 die Mildenburg erbaut worden, deren erste urkundliche Erwähnung aus dem Jahr 1226 stammt und die als Keimzelle der heutigen Stadt Miltenberg gilt. An Waleshusen erinnert die Bezeichnung der Flur In der Altstadt, südlich des Fürstlich-Löwenstein-Parks. An der Stelle des ehemaligen rechten Kastelltores, der Porta principalis dextra, befinden sich heute die Grundmauern eines Glockenturmes der zu einer Kapelle des mittelalterlichen Ortes gehörte.

### Kirche über dem Kastellbad
Die noch vor 1240 ersterwähnte Kirche von Waleshusen datiert nach Forschungen von Wamser archäologisch in das 11./12. Jahrhundert und entstand auf Teilen des römischen Kastellbads. Dabei wurde dessen Ruine planiert und teilweise unter Nutzung von römischen Spolien verfüllt. Insbesondere die Resten des rund 12 × 8 Meter großen Caldariums, in dem sich bei Ausgrabungen im 19. Jahrhundert ein Türsturz mit christlichen Symbolen fand, gehörten nun zu dem Gotteshaus. Weitere mittelalterliche Mauern schlossen sich an den Neubau an. Wie die Untersuchungen zeigten, wurde auch das nordöstlich anschließende Tepidarium im Mittelalter umgebaut. Der Weiter unten ausführlicher besprochene römische Weihestein für den Gott Santius, wurde möglicherweise zum Altarstein dieser frühen Kirche umgearbeitet. Auf der Rückseite des Werkstücks wurden zwei romanische Säulenreliefs eingearbeitet, die einfache Würfelkapitelle tragen und beiderseits einer Blendnische aufweisen. Mutmaßlich gehörte die Kirche zu einer salisch-staufischen Turmburg, die in der Nordostecke der damals noch stehenden römischen Kastellwälle entstand. Nach der Aufgabe Waleshusens und dem Abbruch des Gotteshauses über der Therme wurde dieser Stein in dritter Verwendung als Deckel einer Kellernische genutzt.

### Umnutzung des Kastellinneren
Noch vor 1229/1231 muss die alte Kastellumwehrung abgebrochen worden sein. Genau auf ihren Grundmauern wurde eine neue Mauer hochgezogen und im ehemaligen Kastellinneren eine pfalzgräflich-wittelsbachische stadtähnliche Siedlung mit Wohnbereichen vor dieser Mauer errichtet. 1229 wird Wallhausen als Civitas, 1231 als Oppidum genannt. Mit Wallhausen entstand im Zentrum eine weitere mittelalterliche Kirche auf dem Platz der ehemaligen Principia. Sie nahm jedoch keinen Bezug mehr zu den antiken Baustrukturen. Um 1240 zerstörte Siegfried III. von Eppstein, Erzbischof von Mainz, in der „Lorscher Fehde“ Walehusen. Vermutlich stellte der Ort eine Konkurrenz zu der Mildenburg dar, die sich im Besitz der Mainzer Erzbischöfe befand.

## Truppe
Als Stammtruppe wurde die Cohors I Sequanorum et Rauracorum equitata, eine rund 500 Mann starke teilberittene Grenzschutzabteilung belegt. Ob der auch für Miltenberg nachgewiesene Numerus exploratorum Triputiensium, eine Aufklärungs-Abteilung, im Altstadtkastell lag und wie viele Soldaten diesem angehörten, ist unbekannt.
Nach einem Dombrand wurde im 19. Jahrhundert in Frankfurt am Main ein römischer Weihealtar entdeckt, der als Spolie umgearbeitet worden war. Historische Rechnungsbelege können belegen, dass Miltenberg die Stadt Frankfurt ab dem 15. Jahrhundert mit Steinmaterial belieferte. Antike Bauten gelten teilweise bis in die jüngste Gegenwart als preiswerte Steinbrüche. Die Herkunft des Altars aus Miltenberg lässt sich durch die Nennung der hier stationierten Truppe eindeutig beweisen.
[Pro s]al[ute]

[Imp(eratoris) C]ae[s(aris) M(arci) Aur(eli)]

[Co]mmod[i Aug(usti)]

[co]h(ors) I Seq(uanorum) et R[aur(icorum)]

[c]uram ag[ente]

[S]extilio P[…]

[…]o |(centurione) leg(ionis) XXII [P(rimigeniae) p(iae) f(idelis)]

[I]mp(eratore) Commod(o) V[I co(n)s(ule)]
Übersetzung: „Zum Heil des Kaisers Marcus Aurelius Commodus Augustus, die erste Kohorte der Sequaner und Rauriker unter der Führung des Sextilius P(…), Zenturio der Legio XXII Primigenia Pia Fidelis. Als der Imperator Commodus zum 5. (6. oder 7.) Mal Konsul war.“
Da die Ziffer vor dem Konsulat von Commodus nicht mehr vollständig erhalten ist, lässt sich die Inschrift nur noch relativ genau datieren. So ist das Entstehungsjahr für 186, 190 oder 192 n. Chr. denkbar.

### Grenzschutzkommandeure der Cohors I Sequanorum et Rauracorum und des Numerus Exploratorum Seiopensium
Nachweislich in Miltenberg stationierte Truppenführer
| Name                       | Rang                                                            | Zeitstellung        | Bemerkung |
| -------------------------- | --------------------------------------------------------------- | ------------------- | --- |
| Claudius Iustinus          | Centurio legionis der Legio XXII Primigenia, Praepositus numeri | um 159/160 n. Chr.? | Wurde durch mindestens zwei Ziegelstempel bekannt. Einer stammte aus dem Bad des Altstadtkastells, ein zweiter aus einem Nebengebäude des Wp 7/6. |
| Titus Valerius Caratinus   | Centurio                                                        | ca. 159/160–250     | gab dem Genius des Numerus Seiopensium ein Gelübde |
| Sextilius P(…)             | Centurio legionis der Legio XXII Primigenia                     | 186, 190 oder 192   | weihte eine Inschrift mit der Cohors I Sequanorum et Rauracorum für Commodus |
| Mansuetinius Se(…)         | Centurio cohortis                                               | 191                 | im Jahr 191 weihte er auf dem Greinberg dem Mercurius Cimbrianus eine Statuette |
| Caius Valerius Titus       | Centurio legionis                                               | 193–211             | aus der Tribus Quirina, einem Gebiet um Reate, dem heutigen italienischen Rieti in Latium stammend, war er als Cornicularius consularis vormaliger Ordonnanzoffizier eines Oberbefehlshabers. Vor seinem Einsatz in Miltenberg wird er zwischen 175 und 177 als Kommandeur in Öhringen genannt. |
| … (Name nicht mehr lesbar) | Centurio legionis, Praepositus numeri                           | 212                 | im Jahr 212 setzte er auf dem Greinberg dem Mercurius Cimbrianus einen Weihestein |
| Gaius Sempronius Martialis | Praefectus cohortis                                             | um 230–235          | war während der Statthalterschaft des Sextus Catius Clementinus Priscillianus in der Provinz Germania superior in Miltenberg stationiert und hinterließ dort drei erhaltene Weiheinschriften |
| … (Name nicht mehr lesbar) | Praepositus numeri                                              | ?                   | der Ritter ließ sich im Ruhestand in seinem Heimatland Italien nieder |

Von einem rangniederen Hundertschaftsführer blieb ebenfalls eine fragmentierte Weihung erhalten. Sie wurde als Spolie im Außenbereich des mittelalterlichen Wallhausens wiederverwertet. Durch die Nennung der ansonsten unbekannten einheimischen Gottheit Santius ist dieser Altar besonders interessant.

## Victoriasäulen
Zu den wichtigen Funden von diesem Kastellplatz zählt eine 2,32 Meter hoch erhaltene Sandsteinsäule, die einen Durchmesser von 0,50 Metern besitzt und eine Weihung an die Göttin Victoria enthält. Teile dieser einst in mindestens zweifacher Ausführung angefertigten Säulen wurden an zwei verschiedenen Orten vor dem Kastell über einen langen Zeitraum hinweg entdeckt. Bereits 1875 fand sich die Basis und ein Bruchstück mit Resten der Inschrift, die zur Verfüllung des vor der Porta principalis dextra angelegten Kastellbades gehörten, als an dessen Stelle die mittelalterliche Kirche erbaut wurde. Das Stück mit den Inschriftenresten ist heute verschollen, doch kam 1975, unmittelbar vor dem Westturm der Porta principalis dextra, verstürzt im Spitzgraben, der Großteil der zweiten, in diesem Fall sehr gut erhaltenen Säule aus dem Boden. Dieses trägt dieselbe Inschrift wie die auf dem verschollenen Stück – nur dass auf dem 1975 entdeckten Säulenschaft die Inschrift auch noch vollständig erhalten geblieben ist.
In h(onorem) d(omus) d(ivinae)

Victoriae

perpetuae sacrum

sub cur(a) Sexti Cati

Clementini

co(n)s(ularis) pr(ovinciae) G(ermaniae) s(uperioris)

C(aius) Semproni-

us Martialis

praef(ectus)
Übersetzung: „Zur Ehre des göttlichen Kaiserhauses. Der ewig wirkenden Siegesgöttin geweiht unter der Oberaufsicht von Sextus Catius Clementinus, Statthalter der Provinz Obergermanien, Caius Sempronius Martialis, Kommandeur.“
Wie der Althistoriker Oliver Stoll betonte, wurde diese Dedikation sub cura des Sextus Catius Clementinus, also vom Statthalter selbst, vollzogen. Durch die Nennung dieses Amtsträgers ist auch eine ungefähre Datierung der beiden Säulen möglich. Sextus Catius Clementinus ist für das Jahr 231 n. Chr. im Amt bezeugt und behielt dieses möglicherweise noch bis 234/235 n. Chr. Sollte er die Statthalterschaft tatsächlich noch so lange ausgeübt haben, läge ein Zusammenhang der Miltenberger Siegessäulen mit einem großen germanischen Einfall in das Reich im Jahr 233 n. Chr. nahe – sicher ist das jedoch nicht. Im Falle einer früheren Aufstellung in den Jahren 231/232 ließen sich die Inschriften etwa auf den in dieser Zeit vorbereiteten und durchgeführten Feldzug des Kaisers Severus Alexander gegen das Sassanidenreich beziehen. Für einen Zusammenhang mit dem ersten großen Alamanneneinfall von 233 n. Chr., bei dem die Angreifer Teile des Limeshinterlandes verwüsteten, könnte dem Provinzialrömischen Archäologen und Numismatiker Hans-Jörg Kellner (1920–2015) zufolge jedoch die Annahme sprechen, dass eine der Säulen unmittelbar am westlichen Zugang zum Kastell und damit möglicherweise aus einem für das Lager selbst besonders bedeutsamen Anlass aufgestellt wurde. Archäologisch ist ein solcher Einfall an vielen Stellen des Limes zwar belegt; ob die Zerstörungen in Miltenberg aber konkret durch den Stamm der Alamannen stattgefunden haben, ist hingegen nicht zu beweisen. Allgemeiner ließe sich in Miltenberg von einem Germaneneinfall sprechen. Ebenso wenig ist bekannt, an welcher Stelle die zweite Siegessäule einst aufgestellt war.

## Tempelbezirk auf dem Greinberg

Zeichnung des Toutonensteins nach Wilhelm Conrady, 1878

Südöstlich des Kastells verlief die römische Straßentrasse nach Süden entlang des Limes um den Greinberg herum. Dort oben, auf dem rund 500 Meter hohen Bergrücken zwischen dem Numeruskastell Miltenberg-Ost und dem Kohortenkastell Miltenberg-Altstadt, errichteten die Römer innerhalb von prähistorischen Wallanlagen zwei nachweisbare Tempel. Gesichert ist seit 1845 ein großes und bedeutendes Heiligtum zur Verehrung des Mercurius Cimbrianus und des Mercurius Avernoricus (Avernus). Am nordwestlichen Steilhang befand sich ein 1881 entdeckter zweiter Tempel als einfacher Rechteckbau. Das bei den damaligen Grabungen dort entdeckten Inschriftenmaterial bezeugte ebenfalls Zuwendungen zu Merkur. Der Name der in Miltenberg-Ost stationierten Truppe, einer rund 120 Mann starken Aufklärungseinheit die als Numerus Exploratorum Seiopensium genannt wird und dem Kommandeur des Altstadtkastells unterstand, konnte durch mehrere Inschriften ermittelt werden. Eines dieser Dokumente stammt vom großen Merkurheiligtum und datiert in das Jahr 212 n. Chr.
Südlich des bedeutenderen Merkurtempels wurde 1878 Conrady zum Erstbeschreiber des dort entdeckten, über fünf Meter hohen Toutonensteins.

## Fundverbleib
Zahlreiche Funde aus den Kastellen und dem Lagerdorf befinden sich im Museum Stadt Miltenberg.

## Denkmalschutz
Das Kastell Miltenberg-Altstadt ist unter der Inventarnummer D-6-6221-0051 "Kastell der römischen Kaiserzeit und mittelalterliche Stadtwüstung „Waleshusen“ mit Befestigungsanlagen" ein Bodendenkmal nach dem Bayerischen Denkmalschutzgesetz (BayDSchG). Nachforschungen und gezieltes Sammeln von Funden sind genehmigungspflichtig, Zufallsfunde an die Denkmalbehörden zu melden.